# Liste der Einträge im National Register of Historic Places im Madison County (Iowa)

Lage des Madison County in Iowa

Die Liste der Einträge im National Register of Historic Places im Madison County in Iowa führt die Bauwerke und historischen Stätten im Madison County auf, die in das National Register of Historic Places aufgenommen wurden.

## Aktuelle Einträge
| [ 2 ] | Name                                                                 | Bild                                         | Eintragsdatum        | Lage                                                                                | Ort                       | Beschreibung                                                                                           |
| ----- | -------------------------------------------------------------------- | -------------------------------------------- | -------------------- | ----------------------------------------------------------------------------------- | ------------------------- | --- |
| 1     | James Allen Stone Barn                                               |                                              | 1987 ID-Nr. 87001658 | 137th Street 41° 26′ 56″ N, 94° 6′ 20″ W                                            | Madison Township          | 1856 errichtete Rundscheune                                                                            |
| 2     | George and Susan Guiberson Armstrong House                           |                                              | 1987 ID-Nr. 87001668 | Osage Trail 41° 23′ 16,5″ N, 93° 58′ 24″ W                                          | Union Township            | 1856 errichtetes Wohnhaus                                                                              |
| 3     | C.D. and Eliza Heath Bevington Privy                                 | C.D. and Eliza Heath Bevington Privy         | 1987 ID-Nr. 87001669 | 805 South 2nd Avenue 41° 19′ 11″ N, 94° 0′ 49″ W                                    | Winterset                 | 1856 errichtetes Wohnhaus; heute Museum                                                                |
| 4     | C.D. Bevington House and Stone Barn                                  | C.D. Bevington House and Stone Barn          | 1976 ID-Nr. 76000785 | 805 South 2nd Avenue 41° 19′ 39″ N, 94° 1′ 9″ W                                     | Winterset                 | 1856 errichtetes Farmhaus und Scheune                                                                  |
| 5     | Seymour Church House                                                 |                                              | 1987 ID-Nr. 87001683 | US 169 41° 24′ 4″ N, 94° 2′ 24″ W                                                   | Winterset                 | 1865 errichtetes Wohnhaus                                                                              |
| 6     | W.J. and Nettie J. Cornell House                                     | W.J. and Nettie J. Cornell House             | 1991 ID-Nr. 90002132 | 602 West Court Avenue 41° 20′ 3″ N, 94° 1′ 15″ W                                    | Winterset                 | 1896–1898 im Queen-Anne-Stil errichtetes Wohnhaus                                                      |
| 7     | J.D. Craven Women's Relief Corps Hall                                |                                              | 1984 ID-Nr. 84001274 | South Street 41° 12′ 7″ N, 94° 9′ 25″ W                                             | Macksburg                 | 1901 errichtetes Versammlungshaus                                                                      |
| 8     | Cunningham Bridge                                                    |                                              | 1998 ID-Nr. 98000509 | Brücke des Upland Trail über den North River 41° 24′ 6″ N, 93° 51′ 40″ W            | Bevington                 | 1886 errichtete Fachwerkbrücke                                                                         |
| 9     | Cutler-Donahoe Covered Bridge                                        | Cutler-Donahoe Covered Bridge                | 1976 ID-Nr. 76000787 | Winterset City Park 41° 19′ 52″ N, 94° 0′ 31″ W                                     | Winterset                 | 1870 bei Bevington errichtete Gedeckte Brücke über den North River; 1970 an den heutigen Ort verbracht |
| 10    | John and Amanda Bigler Drake House                                   |                                              | 1987 ID-Nr. 87001670 | 11 miles west of Winterset on Iowa Highway 92 41° 18′ 57″ N, 94° 13′ 21″ W          | Webster Township          | 1856 errichtetes Wohnhaus                                                                              |
| 11    | Duff Barn                                                            |                                              | 1993 ID-Nr. 87001672 | US 169 41° 22′ 3″ N, 94° 0′ 51″ W                                                   | nördlich von Winterset    | 1870 errichtete Rundscheune                                                                            |
| 12    | John M. Duncan House                                                 |                                              | 1987 ID-Nr. 87001673 | Carver Road 41° 19′ 12″ N, 94° 0′ 59″ W                                             | südlich von Winterset     | 1866 errichtetes Wohnhaus                                                                              |
| 13    | Earlham Public School                                                | Earlham Public School                        | 1982 ID-Nr. 82002631 | 809 Main Street 41° 29′ 28″ N, 94° 8′ 4″ W                                          | Earlham                   | 1871 errichtetes Schulgebäude; heute Clubhaus                                                          |
| 14    | John and Elizabeth McMurn Early House                                |                                              | 1993 ID-Nr. 87001653 | Elmwood Avenue Ecke 180th Street 41° 23′ 21,1″ N, 94° 9′ 27,8″ W                    | Jackson Township          | 1856 errichtetes Wohnhaus                                                                              |
| 15    | Henry and Elizabeth Adkinson Evans House                             |                                              | 1987 ID-Nr. 87001674 | St. Charles Road 41° 18′ 42,3″ N, 93° 59′ 33,4″ W                                   | südöstlich von Winterset  | 1885 errichtetes Wohnhaus                                                                              |
| 16    | W.T. Ford House                                                      |                                              | 1987 ID-Nr. 87001654 | 135th Street 41° 27′ 13″ N, 94° 8′ 6″ W                                             | Penn Township             | 1870 errichtetes Wohnhaus                                                                              |
| 17    | Guiberson House                                                      | Guiberson House                              | 1979 ID-Nr. 79003697 | 302 South 4th Avenue 41° 19′ 55″ N, 94° 1′ 14″ W                                    | Winterset                 | 1861–1865 errichtetes Wohnhaus                                                                         |
| 18    | Daniel and Nancy Swaford Henderson House                             |                                              | 1987 ID-Nr. 87001655 | 190th Street 41° 22′ 37″ N, 94° 7′ 55″ W                                            | Jackson Township          | 1856 errichtetes Wohnhaus                                                                              |
| 19    | Hogback Covered Bridge                                               | Hogback Covered Bridge                       | 1976 ID-Nr. 76000788 | Brücke der Hogback Bridge Road über den North River 41° 23′ 9″ N, 94° 3′ 0″ W       | Douglas Township          | 1884 errichtete gedeckte Brücke                                                                        |
| 20    | Holliwell Covered Bridge                                             | Holliwell Covered Bridge                     | 1976 ID-Nr. 76000789 | Brücke der Holliwell Bridge Road über den Middle River 41° 19′ 21″ N, 93° 57′ 33″ W | Scott Township            | 1880 errichtete gedeckte Brücke                                                                        |
| 21    | John S. and Elizabeth Beem Holmes Barn                               |                                              | 1987 ID-Nr. 87001665 | Prairie View Avenue 41° 16′ 59,7″ N, 93° 57′ 14,3″ W                                | Scott Township            | 1875 errichtete Rundscheune                                                                            |
| 22    | Emily Hornback House                                                 | Emily Hornback House                         | 1987 ID-Nr. 87001687 | 605 North 1st Street 41° 20′ 22″ N, 94° 0′ 46″ W                                    | Winterset                 | 1856 errichtetes Wohnhaus                                                                              |
| 23    | Imes Covered Bridge                                                  | Imes Covered Bridge                          | 1979 ID-Nr. 76000784 | IA 251 41° 17′ 18″ N, 93° 47′ 56″ W                                                 | Saint Charles             | 1870 errichtete gedeckte Brücke                                                                        |
| 24    | John Andrew and Sara Macumber Ice House                              |                                              | 1993 ID-Nr. 87001675 | 275th Street 41° 15′ 4″ N, 94° 3′ 54″ W                                             | Lincoln Township          | Zwischen 1875 und 1885 errichtetes Kühlhaus                                                            |
| 25    | Madison County Courthouse                                            | Madison County Courthouse                    | 1976 ID-Nr. 76000790 | City Square 41° 19′ 58″ N, 94° 1′ 1″ W                                              | Winterset                 | 1876–1877 im Stil der Neorenaissance errichtetes Justiz- und Verwaltungsgebäude des Madison County     |
| 26    | McDonald House                                                       |                                              | 1993 ID-Nr. 87001676 | 200th Street 41° 21′ 32″ N, 94° 5′ 31″ W                                            | Douglas Township          | 1875 errichtetes Wohnhaus                                                                              |
| 27    | Peter and Isabelle McCulloch McQuie Milkhouse                        |                                              | 1987 ID-Nr. 87001656 | 150th Street 41° 25′ 51″ N, 94° 9′ 34″ W                                            | Penn Township             | 1875 errichtetes Farmhaus                                                                              |
| 28    | Miller Bridge                                                        |                                              | 1998 ID-Nr. 98000508 | Brücke der McBride Road über den North River 41° 24′ 45″ N, 93° 56′ 34″ W           | Union Township            | 1884 errichtete Fachwerkbrücke                                                                         |
| 29    | Morgan Bridge                                                        |                                              | 1998 ID-Nr. 98000507 | Brücke der Maple Lane über den Clanton Creek 41° 10′ 15,6″ N, 93° 55′ 55,5″ W       | Walnut Township           | 1891 errichtete Fachwerkbrücke                                                                         |
| 30    | William Anzi Nichols House                                           |                                              | 1987 ID-Nr. 87001677 | IA 92 41° 20′ 42″ N, 93° 59′ 57″ W                                                  | nordöstlich von Winterset | 1856 errichtetes Wohnhaus                                                                              |
| 31    | North River Stone Schoolhouse                                        | North River Stone Schoolhouse                | 1977 ID-Nr. 77000537 | North River School Street 41° 24′ 7″ N, 94° 2′ 48″ W                                | Douglas Township          | 1874 errichtetes Schulgebäude; heute Museum                                                            |
| 32    | William Ogburn House                                                 |                                              | 1987 ID-Nr. 87001660 | Hiatt Apple Road 41° 15′ 3″ N, 93° 55′ 19″ W                                        | Scott Township            | 1865 errichtetes Wohnhaus                                                                              |
| 33    | Hogan and Martha A. Runkle Queen House                               |                                              | 1987 ID-Nr. 87001667 | St. Charles Road 41° 18′ 5″ N, 93° 53′ 51″ W                                        | South Township            | 1856 errichtetes Wohnhaus                                                                              |
| 34    | Roseman Covered Bridge                                               | Roseman Covered Bridge                       | 1976 ID-Nr. 76000792 | Brücke der Elder Berry Avenue über den Middle River 41° 17′ 31″ N, 94° 9′ 5″ W      | Webster Township          | 1883 errichtete gedeckte Brücke                                                                        |
| 35    | St. Patrick's Church                                                 | St. Patrick's Church                         | 1978 ID-Nr. 78001245 | 155th Street 41° 25′ 36,7″ N, 93° 47′ 30,8″ W                                       | Lee Township              | 1870 errichtete katholische Kirche irischer Einwanderer                                                |
| 36    | John and Fredericka Meyer Schnellbacher House                        |                                              | 1987 ID-Nr. 87001678 | Abseits der Fawn Avenue 41° 17′ 25,9″ N, 94° 8′ 39,1″ W                             | Webster Township          | 1856 errichtetes Wohnhaus                                                                              |
| 37    | Nicholas Schoenenberger House and Barn                               |                                              | 1984 ID-Nr. 84001275 | Abseits des IA 169 41° 13′ 33″ N, 94° 0′ 8″ W                                       | Winterset                 | 1854 errichtetes Farmhaus mit Scheune                                                                  |
| 38    | William and Mary (Messersmith) Seerley Barn and Milkhouse-Smokehouse |                                              | 2009 ID-Nr. 09000621 | 1840 137th Lane 41° 26′ 45″ N, 94° 5′ 24″ W                                         | Earlham                   | |
| 39    | William R. and Martha Foster Shriver House                           | William R. and Martha Foster Shriver House   | 1993 ID-Nr. 87001689 | 616 East Court Avenue 41° 20′ 3″ N, 94° 0′ 23″ W                                    | Winterset                 | 1865 errichtetes Wohnhaus                                                                              |
| 40    | Hiram C. Smith House                                                 |                                              | 1987 ID-Nr. 87001684 | IA 92 41° 19′ 47″ N, 94° 8′ 30″ W                                                   |                           | 1856 errichtetes Farmhaus                                                                              |
| 41    | Hiram C. Smith Milking Shed                                          |                                              | 1987 ID-Nr. 87001686 | IA 92 41° 19′ 47″ N, 94° 8′ 32″ W                                                   | Webster Township          | 1856 errichtete Melkhütte                                                                              |
| 42    | Sprague, Brown, and Knowlton Store                                   |                                              | 1987 ID-Nr. 87001690 | 1st Street Ecke Court Avenue 41° 20′ 3,9″ N, 94° 0′ 47,8″ W                         | Winterset                 | 1866 errichtetes Kaufhaus                                                                              |
| 43    | Miller Richard and Mary Fisher Tidrick House                         | Miller Richard and Mary Fisher Tidrick House | 1993 ID-Nr. 93000126 | 122 South 4th Avenue 41° 20′ 1″ N, 94° 1′ 5″ W                                      | Winterset                 | 1865 errichtetes Wohnhaus                                                                              |
| 44    | J.G. and Elizabeth S. Vawter House                                   |                                              | 1987 ID-Nr. 87001692 | 223 South 1st Street 41° 19′ 58″ N, 94° 0′ 46″ W                                    | Winterset                 | 1856 errichtetes Wohnhaus                                                                              |
| 45    | Henry C. Wallace House                                               | Henry C. Wallace House                       | 1985 ID-Nr. 85000005 | 422 West Jefferson Street 41° 20′ 7,6″ N, 94° 1′ 6,5″ W                             | Winterset                 | 1882 im Italianate-Stil errichtetes Wohnhaus                                                           |
| 46    | Munger White and Company Store                                       | Munger White and Company Store               | 1987 ID-Nr. 87001693 | 102 West Court Avenue 41° 20′ 3″ N, 94° 0′ 52″ W                                    | Winterset                 | 1861 errichtetes Geschäftsgebäude                                                                      |
| 47    | Seth and Elizabeth Wilson House                                      |                                              | 1987 ID-Nr. 87001659 | abseits der 120th Street 41° 28′ 10″ N, 94° 5′ 39″ W                                | südöstlich von Earlham    | 1862 errichtetes Wohnhaus                                                                              |

## Frühere Einträge
| [ 2 ] | Name                   | Bild                 | Eintragsdatum        | Lage                                                                          | Ort                       | Beschreibung |
| ----- | ---------------------- | -------------------- | -------------------- | ----------------------------------------------------------------------------- | ------------------------- | --- |
| 1     | Cedar Covered Bridge   | Cedar Covered Bridge | 1976 ID-Nr. 76000786 | Brücke der Lakeside Lane über den Cedar Creek 41° 21′ 52,9″ N, 93° 59′ 24″ W  | östlich von Winterset     | 1886 errichtete gedeckte Brücke; 2002 durch Brandstiftung zerstört und aus dem Register gestrichen; 2004 durch neue Brücke ersetzt |
| 2     | McBride Covered Bridge |                      | 1976 ID-Nr. 76000791 | Brücke der McBride Road über den North River 41° 25′ 28,6″ N, 93° 56′ 24,7″ W | nordöstlich von Winterset | 1871 errichtete gedeckte Brücke; 1983 durch Brandstiftung zerstört und 1987 aus dem Register gestrichen                            |